# Adelheid van Heinsberg en Blankenberg
Adelheid van Heinsberg en Blankenberg († na 21 mei 1343), Duits: Adelheid von Heinsberg und Blankenberg, was een Duitse adellijke vrouw uit het Huis Sponheim en door huwelijk gravin van Nassau-Siegen.

## Biografie

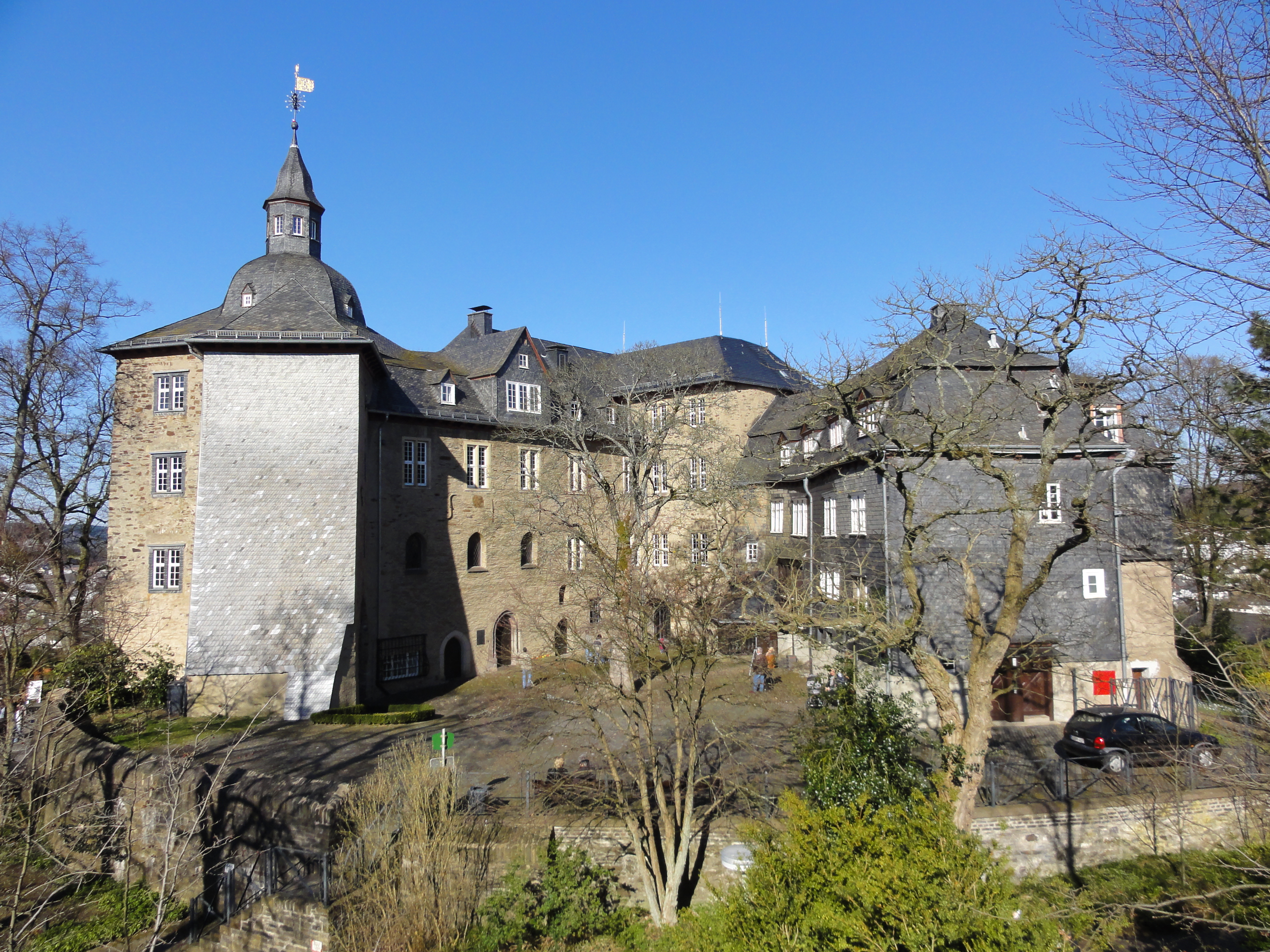
Slot Siegen

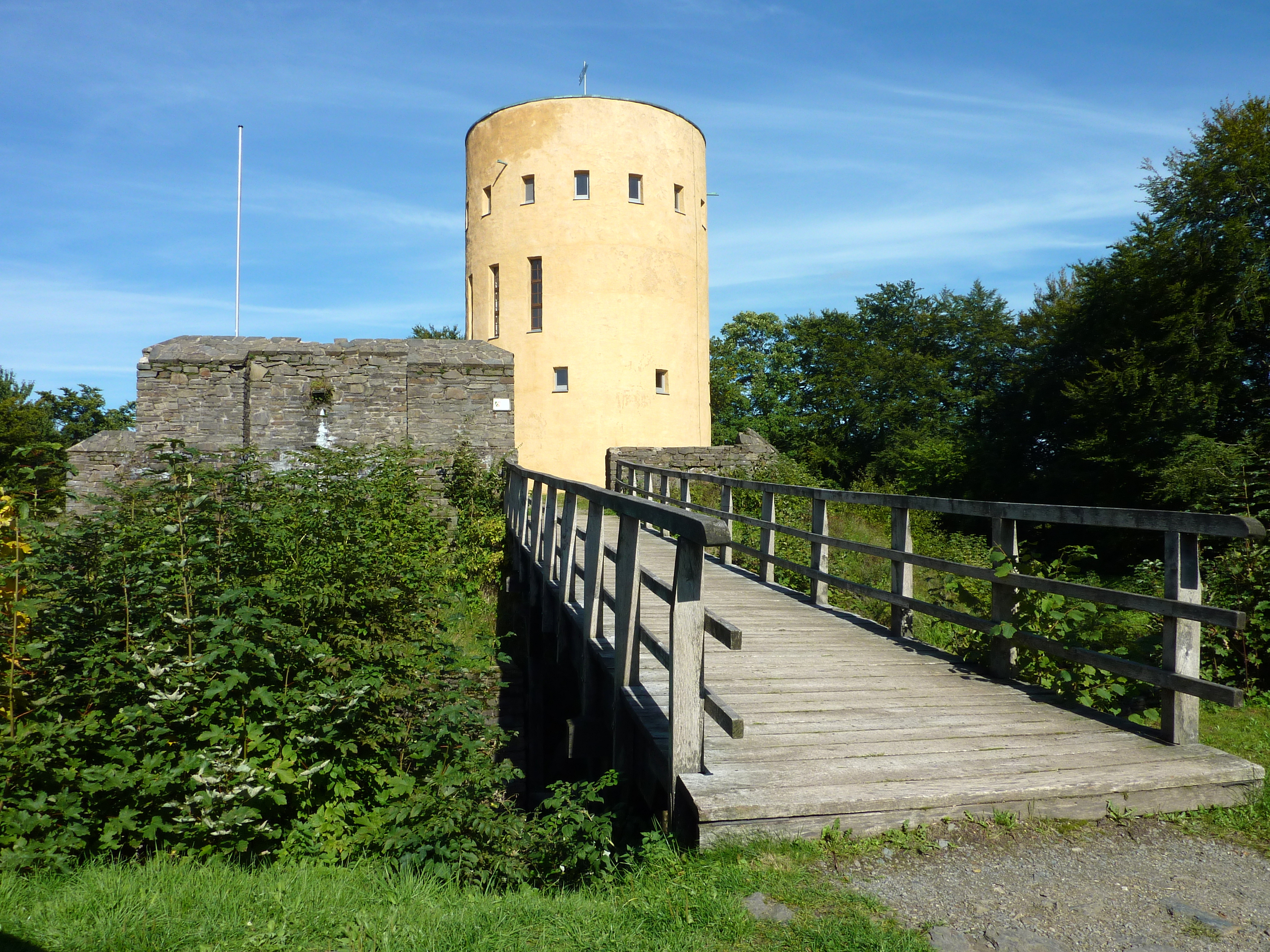
Burcht Ginsburg

Adelheid was de dochter van heer Dirk II van Heinsberg en Blankenberg en Johanna van Leuven, de dochter van Godfried van Brabant, heer van Gaasbeek en Herstal en Maria van Oudenaarde. Ze huwde vóór 1302 met graaf Hendrik I van Nassau-Siegen (ca. 1265 (?) – tussen 13 juli en 14 augustus 1343).
Adelheids echtgenoot was in 1290, samen met zijn broers Emico en Johan, zijn vader opgevolgd als graaf van Nassau. Het graafschap Nassau werd na een lang geschil in 1303 onder de drie broers verdeeld. Hendrik verkreeg Siegen, Ginsburg, Haiger en de heerlijkheid Westerwald. In 1328 erfde Hendrik alle bezittingen van zijn broer Johan (Dillenburg, de Herborner Mark, de Kalenberger Zent en het ambt Löhnberg) omdat zijn andere broer Emico afzag van zijn deel van de erfenis.
‘Aleydis uxor … Henrici comitis de Nassouwia’ deed afstand van de erfenis van ‘felicis recordationis … Walrami domini quondam de Blanckenberch fratris nostri’ ten gunste van ‘nostrum consanguineum … Theodericum dominum de Heymsbergh et de Blamckenberch militem filium quondam domini Godefridi fratris nostri’, met toestemming van ‘domini Henrici nostri mariti comitis prelibati nec non Ottonis militis primogeniti ac Henrici prepositi Spirensis nostrorum filiorum’, in een oorkonde gedateerd 8 maart 1333.
In 1336 sloten Adelheids zoons Otto en Hendrik een verdelingsverdrag voor het graafschap van hun vader. In 1339 echter huwde de jongste zoon Hendrik tegen de wil van zijn vader en broer. Hoe Adelheid over het huwelijk dacht, wordt niet vermeld. Het kwam tot strijd tussen beide broers. Otto sloot een verbond met landgraaf Herman I van Hessen tegen zijn broer. Door bemiddeling van de graven Gerlach I van Nassau en Dirk III van Loon-Heinsberg kon een verzoening bereikt worden. In 1341 volgde een nieuw verdelingsverdrag.
Adelheid wordt voor het laatst vermeld in een oorkonde gedateerd 21 mei 1343. Wanneer ze overleed en waar ze werd begraven is onbekend. Hendrik overleed tussen 13 juli en 14 augustus 1343.

De meningsverschillen tussen haar kleinzoon Johan I van Nassau-Siegen en Godfried van Dalenbroek over Johans aanspraken op de heerlijkheid Heinsberg en Blankenberg werden uiteindelijk genoegzaam opgelost door de verzekering van geldbetalingen in 1363 en 1374. In de strijd om dezelfde heerlijkheid kregen haar kleinzoons Hendrik II en Reinhard van Nassau-Beilstein van hertog Willem II van Gulik in 1380 als schadevergoeding een jaarlijkse rente. Deze rente, een bedrag van 50 goudgulden uit de Blankenbergse herfstbede voor Hendrik en 50 goudgulden uit de tol bij Ravenstein voor Reinhard, behield het Huis Nassau-Beilstein tot het in 1561 uitstierf.

## Kinderen
Uit het huwelijk van Adelheid en Hendrik werden de volgende kinderen geboren:
1. Agnes († 29 oktober 1316/18), huwde ca. 1314 met heer Gerlach II van Isenburg-Limburg († 2 april 1355).[2]
2. Otto II (ca. 1305 – december 1350/januari 1351), volgde zijn vader op als graaf van Nassau-Siegen.
3. Hendrik I (ca. 1307 – 24 februari 1378 (1380?)), volgde zijn vader op als graaf van Nassau-Beilstein.

## Voorouders
| Voorouders van Adelheid van Heinsberg en Blankenberg | Voorouders van Adelheid van Heinsberg en Blankenberg                               | Voorouders van Adelheid van Heinsberg en Blankenberg                               | Voorouders van Adelheid van Heinsberg en Blankenberg                                | Voorouders van Adelheid van Heinsberg en Blankenberg                               | Voorouders van Adelheid van Heinsberg en Blankenberg                                          | Voorouders van Adelheid van Heinsberg en Blankenberg                                          | Voorouders van Adelheid van Heinsberg en Blankenberg                             | Voorouders van Adelheid van Heinsberg en Blankenberg                             |
| ---------------------------------------------------- | ---------------------------------------------------------------------------------- | ---------------------------------------------------------------------------------- | ----------------------------------------------------------------------------------- | ---------------------------------------------------------------------------------- | --------------------------------------------------------------------------------------------- | --------------------------------------------------------------------------------------------- | -------------------------------------------------------------------------------- | -------------------------------------------------------------------------------- |
| Betovergrootouders                                   | ... van Sponheim (?–?) ⚭ ? (?–?)                                                   | Hendrik II van Sayn (?–1204) ⚭ Agnes van Saffenburg (?–na 1200)                    | Arnold III van Kleef (?–vóór 1200) ⚭ vóór 1191 Adelheid van Heinsberg (?–vóór 1217) | ? (?–?) ⚭ ? (?–?)                                                                  | Godfried III ‘de Moedige’ van Leuven (1142–1190) ⚭ 1158 Margaretha van Limburg (?–1172)       | Matthieu I van de Elzas (ca. 1137–1173) ⚭ vóór 1160 Maria van Boulogne (ca. 1136–1182)        | Giselbert van Oudenaarde (?–vóór 1176) ⚭ Richildis van Doornik (?–na 1215)       | Rogier I van Rozoy (?–vóór 1235) ⚭ vóór 1212 Alix van Avesnes (?–1237)           |
| Overgrootouders                                      | Godfried II van Sponheim (1175/85–1223) ⚭ Adelheid van Sayn (?–1263)               | Godfried II van Sponheim (1175/85–1223) ⚭ Adelheid van Sayn (?–1263)               | Dirk I van Valkenburg en Heinsberg (?–1228) ⚭ vóór 1217 Isolda (?–1220/2)           | Dirk I van Valkenburg en Heinsberg (?–1228) ⚭ vóór 1217 Isolda (?–1220/2)          | Hendrik I ‘de Krijgshaftige’ van Brabant (1165–1235) ⚭ 1180 Mathilde van Boulogne (1170–1210) | Hendrik I ‘de Krijgshaftige’ van Brabant (1165–1235) ⚭ 1180 Mathilde van Boulogne (1170–1210) | Arnoud IV van Oudenaarde (?–1242) ⚭ Alix van Rozoy (?–1265)                      | Arnoud IV van Oudenaarde (?–1242) ⚭ Alix van Rozoy (?–1265)                      |
| Grootouders                                          | Hendrik van Sponheim (–ca. 1258) ⚭ 1230 Agnes van Valkenburg en Heinsberg (?–1267) | Hendrik van Sponheim (–ca. 1258) ⚭ 1230 Agnes van Valkenburg en Heinsberg (?–1267) | Hendrik van Sponheim (–ca. 1258) ⚭ 1230 Agnes van Valkenburg en Heinsberg (?–1267)  | Hendrik van Sponheim (–ca. 1258) ⚭ 1230 Agnes van Valkenburg en Heinsberg (?–1267) | Godfried van Brabant (1209–1254) ⚭1243 Maria van Oudenaarde (?–1277)                          | Godfried van Brabant (1209–1254) ⚭1243 Maria van Oudenaarde (?–1277)                          | Godfried van Brabant (1209–1254) ⚭1243 Maria van Oudenaarde (?–1277)             | Godfried van Brabant (1209–1254) ⚭1243 Maria van Oudenaarde (?–1277)             |
| Ouders                                               | Dirk II van Heinsberg en Blankenberg (?–1303) ⚭ 1253 Johanna van Leuven (?–1291)   | Dirk II van Heinsberg en Blankenberg (?–1303) ⚭ 1253 Johanna van Leuven (?–1291)   | Dirk II van Heinsberg en Blankenberg (?–1303) ⚭ 1253 Johanna van Leuven (?–1291)    | Dirk II van Heinsberg en Blankenberg (?–1303) ⚭ 1253 Johanna van Leuven (?–1291)   | Dirk II van Heinsberg en Blankenberg (?–1303) ⚭ 1253 Johanna van Leuven (?–1291)              | Dirk II van Heinsberg en Blankenberg (?–1303) ⚭ 1253 Johanna van Leuven (?–1291)              | Dirk II van Heinsberg en Blankenberg (?–1303) ⚭ 1253 Johanna van Leuven (?–1291) | Dirk II van Heinsberg en Blankenberg (?–1303) ⚭ 1253 Johanna van Leuven (?–1291) |